# ثورة الكاريليين الشرقيين
ثورة الكاريليين الشرقيين (بالفنلندية:Itäkarjalaisten kansannousu) محاولة قام بها مجموعة من الانفصاليين الكاريليين الشرقيين من أجل الاستقلال عن جمهورية روسيا السوفيتية الاتحادية الاشتراكية. وبمساعدة أعداد من المتطوعين الفنلنديين، ابتداءً من 6 نوفمبر 1921. وانتهى الصراع في 21 مارس 1922 باتفاقات حكومتي روسيا السوفياتية وفنلندا عن التدابير صيانة حرمة الحدود السوفيتية الفنلندية. يعتبر الصراع في فنلندا واحدا من الهيموسودات - «الحروب ذوي القربى».